# Graeme Macrae Burnet

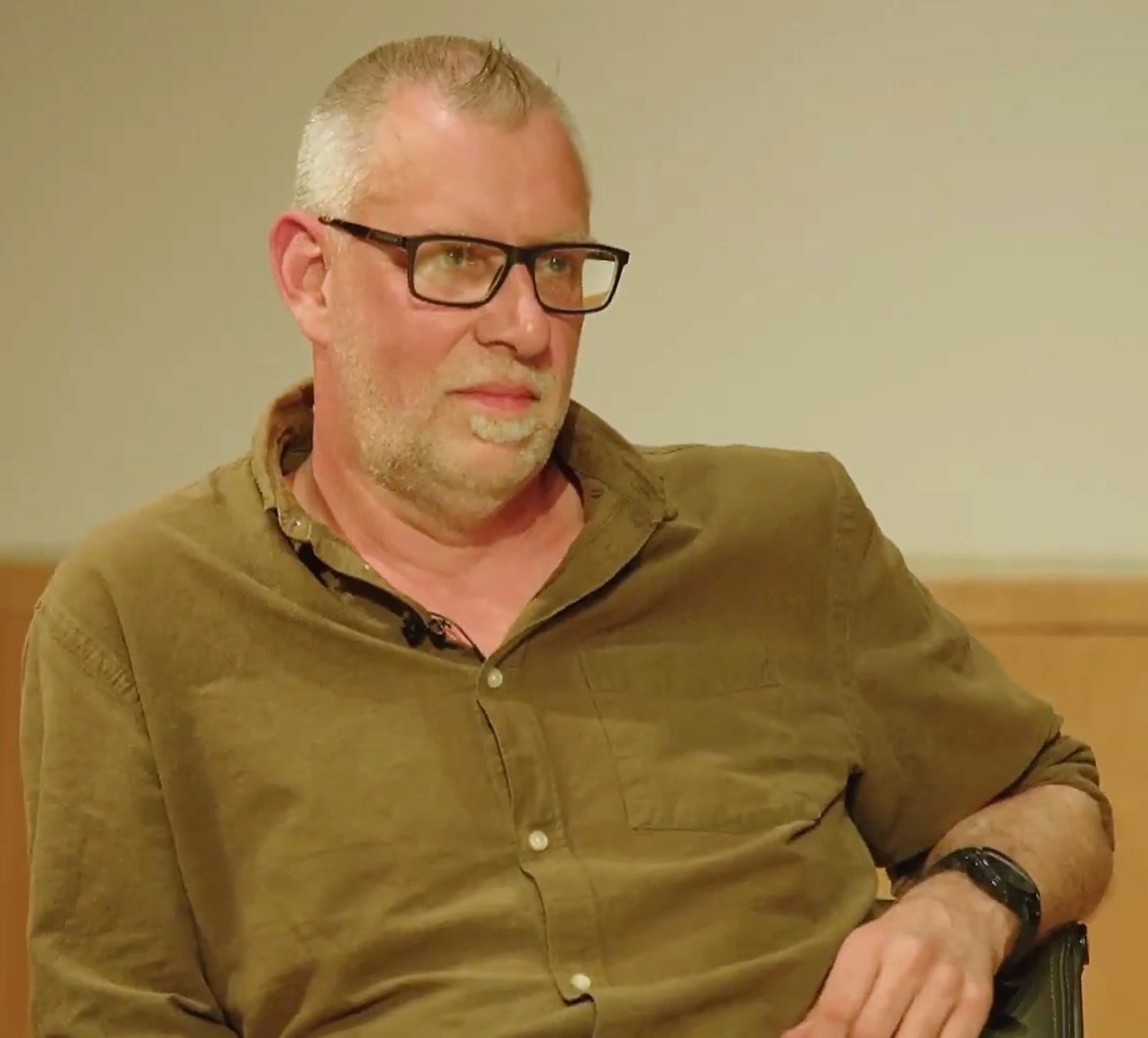
Graeme Macrae Burnet

Graeme Macrae Burnet (geboren 1967 in Kilmarnock) ist ein schottischer Schriftsteller.

## Leben
Graeme Macrae Burnet studierte Literatur an der Glasgow University und ging danach als Lehrer nach Frankreich, in die Tschechoslowakei und nach Portugal. Er studierte  für einen M.Litt an der University of St Andrews und arbeitete danach für das Fernsehen.
Macrae Burnet erhielt für sein erstes Buch The Disappearance of Adèle Bedeau den New Writers Award des Scottish Book Trust. Sein zweites Buch His Bloody Project kam 2016 auf die Shortlist des Man Booker Prize.

## Werke
- His Bloody Project : Documents relating to the case of Roderick Macrae : a novel, Roman, 2015
- The Disappearance of Adèle Bedeau, Roman, 2014
  - Der Unfall auf der A35, dt. von Claudia Feldmann. Europaverlag, Berlin, München, Wien, Zürich: 2018. ISBN 978-3-95890-154-4
- Case Study, Roman, 2021
  - Fallstudie, dt. von Georg Deggerich. Kampa, Zürich 2022. ISBN 978-3-311 10040 9